# Святое собеседование Джованелли
Святое собеседование Джованелли (итал. La Sacra conversazione Giovanelli), или Мадонна с Младенцем, святым Иоанном Крестителем и неизвестной святой (итал. Madonna col Bambino tra san Giovanni Battista e una santa) — картина выдающегося итальянского живописца венецианской школы периода кватроченто Джованни Беллини, относящаяся к иконографическому типу Святого Собеседования, на которой изображены Дева Мария с младенцем Иисусом в окружении святых Иоанна Крестителя и неизвестной. Картина написана около 1504 года маслом по дереву, на доске размером 54 × 76 см. В настоящее время хранится в Галерея Академии в Венеции.

## История
Картина с подписью автора на парапете на переднем плане, определённо была создана ранее 1504 года, когда на картине Андреа Превитали с этой датой была воспроизведена с картины Беллини фигура Иоанна Крестителя. Произведение получило название по имени владельца — князя Джованелли, который в 1926 году передал его государству. Так картина попала в собрание Галереи Академии в Венеции.

## Композиция картины
На переднем плане изображена Дева Мария с младенцем Иисусом на коленях в окружении святых. Слева от Богоматери и Младенца представлен святой Иоанн Креститель, которого легко узнать по бородатому лицу и посоху с крестом. Позднее его образ воспроизвёл в своей картине «Святое собеседование» Андреа Превитали, ученик Джованни Беллини. Изображение святой справа до настоящего времени не идентифицировано. Возможно, это Мария Магдалина или Екатерина Александрийская.
Пейзаж на дальнем плане картины, с изображением портового города, отождествляемый некоторыми историками искусства с Анконой, и сельской местности с деревней и пастухом, пасущим стадо, освещён теплым дневным светом с серебристыми искорками и характерен невысокой горной грядой, за которой виден острый профиль Доломитовых Альп. Далёкие горы окрашены голубоватым тоном, передающим утренний туман, мотив, типичный для живописи венецианской и умбрийской школ. В пейзаже присутствует ряд символов — изолированная крепость на холме, безопасная гавань с лодкой, обнесённый стеной город, указывающих на тему Hortus conclusus (Сада Заключённого).
Картину считают одним из лучших произведений живописца на тему Святого собеседования. Если фигуры переднего плана ещё чётко отделены от фона, в соответствии с типичной для XV века концепцией, которую автор превзошёл в своей поздней работе — Мадонне на лугу, то общий вид картины необычен из-за особого золотистого свечения, объединяющего пейзаж и фигуры нежными и ясными тонами.